# Akihiro Kanamori
Akihiro Kanamori (金森 晶) est un mathématicien américain né en 1948 à Tokyo au Japon. Spécialisé dans la théorie des ensembles, il est l'auteur de la monographie à succès sur les grands cardinaux : The Higher Infinite (« L'Infini supérieur »). Il a écrit plusieurs essais sur l'histoire des mathématiques, en particulier sur la théorie des ensembles.
Kanamori est diplômé de l'Institut de technologie de Californie et a obtenu un doctorat de l'université de Cambridge. Il est professeur de mathématiques à l'université de Boston.
Avec Matthew Foreman, il est l'éditeur de Handbook of Set Theory (2010).

## Œuvres
- A. Kanamori et M. Magidor, The evolution of large cardinal axioms in set theory, in: Higher set theory (Proc. Conf. Math. Forschungsinst. Oberwolfach, 1977), Lecture Notes in Mathematics, 669, Springer, 99-275.
- R. M. Solovay, W. N. Reinhardt et A. Kanamori, Strong axioms of infinity and elementary embeddings, Annals of Mathematical Logic, vol. 13, 1978, p. 73-116.
- The Higher Infinite. Large Cardinals in Set Theory from their Beginnings, Perspectives in Mathematical Logic, Springer-Verlag, Berlin, 1994, xxiv+536 pages,  (ISBN 978-3110197020)
- (éditeur), Handbook of Set Theory, 2230 pages.  (ISBN 978-1402048432)